# Liste der Bischöfe von Cesena
Die folgenden Personen waren Bischöfe des Bistums Cesena (Italien):
- Filemone (?–92)
- Isidorus (150)
- Ignatius I. (232)
- Florianus (3. Jh.)
- Natale I. (334)
- Concordius I. (350)
- Gregor (361)
- Ignatius II. (403)
- Verano (5. Jh.)
- Flavianus (465–499)
- Ignatius III. (circa 539)
- Severus (circa 578–588)
- Floro I. (588–589)
- Natale II. (circa 590)
- Concordius II. (603–circa 614)
- Maurus I. (7. Jh.)
- Floro II. (erwähnt 679)
- Costantino (erwähnt 690)
- Candido (erwähnt 702)
- Marcellus (erwähnt 709)
- Claudius (erwähnt 742)
- Antonio (erwähnt 769)
- Johannes I. (erwähnt 804)
- Romanus (erwähnt 826)
- Floro III. (erwähnt 858 und 861)
- Pietro  (erwähnt 877)
- Heiliger Maurus II. (934 ?–21. November 946)
- Costanzo (nach 946)[1]
- Gonfredus (erwähnt 955)
- Duodo (Dodo, Odo) (erwähnt 967–973)
- Sergius (erwähnt 998–1001)
- Maricianus (erwähnt 1016–1027)
- Johannes II. (1042–1053)
- Desiderio, OSB (erwähnt 1057)
- Gebizzo (erwähnt 1097)
- Ugo (erwähnt 1106)
- Benno (erwähnt 1123)
- Oddo I. (1149–1155)
- Leonard I. OCist (?–1185)
- Leto (1186–1204)
- Oddo II. (1207–1232)
- Manzino (1232–1255)
- Michele OFM (1255–1262)
- Francesco OP (1263–?)
- Onerardo oder Everardo OP (1266–1274)
- Aimerico (1274–1290)
- Leonardo II. (1291–1312)
- Giovanni delle Caminate (1313–1321)
- Gerardo (1323–1324) (auch Bischof von Cervia)
- Tommaso dal Muro (1324–1326) (auch Bischof von Ancona)
- Ambrogio OSA (1326–1332)
- Giovanni Battista Acciaiuoli (1332–1342)
- Bernardo de Martellini OSA (1342–1348)
- Guglielmo Mirogli OFM (1348–1358)
- Vitale OFM (1358–1363)
- Bencivenne (1363–1364)
- Lucio da Cagli (1364–1374) (auch Bischof von Volterra)
- Giovanni Bertet (1374–1380)
- Luigi degli Aloisi (1376–?)
- Giacomo I. (1379–?)
- Zenobio (1383)
- Giacomo II., OCarm (1391–?)
- Giovanni V. (menzionato nel 1394)
- Giacomo dei Saladini (? – 1405)
- Gregorio Malesardi OP (1405–1419)
- Vittore OSA (1419–?)
- Paolo Sebantini (1425–?)
- Paolo Ferrante (1426–1431)
  - Agostino de Favaroni OSA (1431–1443) (Apostolischer Administrator)
- Antonio Malatesta (1433–1475)
- Domenico Camisati (1475–1475)
- Giovanni Venturelli (1475–1486)
- Pietro Menzi (1487–1504)
- Fazio Kardinal Santori (1504–1510)
- Cristoforo Spiriti (1510–1556)
- Giovanni Battista Spiriti (1556–1557)
- Odoardo Gualandi (1557–1587)
- Camillo Gualandi (1588–1609)
- Michelangelo Kardinal Tonti (1609–1622)
- Francesco Kardinal Sacrati (1622–1623)
- Lorenzo Campeggi (1623–1628) (auch Bischof von Senigallia)
- Pietro Bonaventura (1628–1653)
- Flaminio Marcellino (1655–1677)
- Giacomo Fantuzzi (1677–1678)
- Pietro Francesco Kardinal Orsini di Gravina OP (1680–1686); später: Papst Benedikt XIII.
- Jan Kazimierz Kardinal Denhoff (1687–1697)
- Giovanni Fontana (1697–1716)
- Marco Battaglini (1716–1717)
- Francesco Saverio Guicciardi (1718–1725)
- Giovanni Battista Orsi Or. (1725–1734)
- Guido Orselli (1734–1763)
- Francesco Aguselli (1763–1791)
  - Sedisvakanz (1791–1795)
- Carlo Kardinal Bellisomi (1795–1808)
- Francesco Saverio Maria Felice Kardinal Castiglioni (1816–1821), später Papst Pius VIII.
- Antonio Maria Cadolini B (1822–1838) (auch Bischof von Ancona e Numana)
- Innocenzo Castracane degli Antelminelli (1838–1848)
- Enrico Kardinal Orfei (1848–1860) (auch Erzbischof von Ravenna)
- Vincenzo Moretti (1860–1867) (auch Bischof von Imola)
  - Sedisvakanz (1867–1871)
- Paolo Bentini (1871–1881)
- Giovanni Maria Strocchi (1882–1887)
- Alfonso Maria Vespignani (1888–1904)
- Giovanni Cazzani (1904–1915) (auch Bischof von Cremona)
- Fabio Berdini (1915–1926)
- Alfonso Archi (1927–1938)
- Beniamino Socche (1939–1946) (auch Bischof von Reggio Emilia)
- Vincenzo Gili (1946–1954)
- Giuseppe Amici (1955–1956) (auch Erzbischof von Modena)
- Augusto Gianfranceschi (1957–1977)
- Luigi Amaducci (1977–1986) (auch Bischof von Sarsina)
- Luigi Amaducci (1986–1990) (auch Erzbischof von Ravenna-Cervia)
- Lino Esterino Garavaglia OFMCap (1991–2003)
- Antonio Lanfranchi (2003–2010)
- Douglas Regattieri (2010–2025)
- Antonio Giuseppe Caiazzo (seit 2025)